# أورلاندو هرنانديز
أورلاندو هرنانديز هو لاعب كرة قاعدة كوبي، ولد في 11 أكتوبر 1965 في مقاطعة فيلا كلارا في كوبا.

## وصلات خارجية
- أورلاندو هرنانديز على موقع دوري كرة القاعدة الرئيسي (الإنجليزية)
- أورلاندو هرنانديز على موقعبيزبول رفرنس.كوم (الدوري الرئيسي) (الإنجليزية)
- أورلاندو هرنانديز على موقعبيزبول رفرنس.كوم (الدوري الثانوي) (الإنجليزية)
- أورلاندو هرنانديز على موقع إي إس بي إن.كوم (أم.أل.بي) (الإنجليزية)
- أورلاندو هرنانديز على موقع مشجعي الرسوم البيانية (الإنجليزية)
- أورلاندو هرنانديز على موقع أوليمبيديا (الإنجليزية)
- أورلاندو هرنانديز على موقع الموسوعة البريطانية (الإنجليزية)